# Surexposé
Pour plus de détails, voir Fiche technique et Distribution.
Surexposé (Exposed) est un film américain écrit, produit et réalisé par James Toback, sorti en 1983.

## Synopsis
Elizabeth, une jeune fille du Wisconsin, part à New York où elle trouve un emploi de serveuse, alors qu'elle tente de se lancer dans une carrière de mannequin.
Alors que sa carrière prend son envol, elle rencontre Daniel Jelline, un violoniste.

## Fiche technique
- Titre original : Exposed
- Réalisation : James Toback, assisté de Alain Tasma et John Lvoff
- Scénario : James Toback
- Producteur exécutif : Serge Silberman
- Production : James Toback
- Compagnie de production : United Artists
- Photographie : Henri Decaë
- Musique : Georges Delerue
- Coordinateur des combats et des cascades : Claude Carliez et son équipe
- Montage : Robert Lawrence
- Durée : 100 minutes
- Dates de sortie: 
  - États-Unis : 22 avril 1983
  - France : 30 novembre 1983

## Distribution
- Nastassja Kinski (VF : Evelyn Séléna) : Elizabeth Carlson
- Rudolf Noureev (VF : Igor de Savitch) : Daniel Jelline
- Harvey Keitel (VF : Georges Claisse) : Rivas
- Ian McShane (VF : Dominique Paturel) : Greg Miller
- Bibi Andersson (VF : Julia Dancourt) : Margaret
- Ron Randell : Curt
- Pierre Clémenti (VF : Joël Martineau) : Vic
- Dov Gottesfeld (VF : Henry Djanik) : Marcel
- James Russo (VF : Pierre Hatet) : Nick
- James Toback (VF : William Sabatier) : Leo Boscovitch
- Michel Ciment : un diplomate

## Production
Le réalisateur et scénariste James Toback a indiqué que le scénario du film est inspiré d'une aventure qu'il a eu avec une hôtesse de l'air.
Le tournage du film a duré 80 jours.